# نیروگاه برق آبی پانگدو
نیروگاه برق آبی پانگدو (به لاتین: Pangduo Hydro Power Station) یک سد و نیروگاه برقابی در چین است که در Pundo Township, Lhünzhub County, Lhasa, Tibet Autonomous Region واقع شده‌است.